# José Gonçalves (político)
José Gonçalves (Canoinhas, 6 de julho de 1918 – Joinville, 5 de fevereiro de 1989) foi um radialista e político brasileiro.

## Vida
Filho de Henrique José Gonçalves e de Maria Moreira Gonçalves. Casou com Maria A. Gonçalves.

## Carreira
Foi deputado à Assembleia Legislativa de Santa Catarina na 4ª legislatura (1959 — 1963) e na 5ª legislatura (1963 — 1967), como suplente convocado, eleito pelo Partido Social Democrático (PSD).